# Petit-Tenquin
Petit-Tenquin (fràncic lorenès Klä Tenschen) és un municipi francès situat al departament del Mosel·la i a la regió del Gran Est. L'any 2007 tenia 220 habitants.

## Demografia

### Població
El 2007 la població de fet de Petit-Tenquin era de 220 persones. Hi havia 84 famílies, de les quals 12 eren unipersonals (8 homes vivint sols i 4 dones vivint soles), 40 parelles sense fills, 24 parelles amb fills i 8 famílies monoparentals amb fills.
La població ha evolucionat segons el següent gràfic:
Habitants censats

### Habitatges
El 2007 hi havia 95 habitatges, 84 eren l'habitatge principal de la família, 3 eren segones residències i 8 estaven desocupats. 76 eren cases i 17 eren apartaments. Dels 84 habitatges principals, 69 estaven ocupats pels seus propietaris, 11 estaven llogats i ocupats pels llogaters i 4 estaven cedits a títol gratuït; 1 tenia dues cambres, 8 en tenien tres, 17 en tenien quatre i 58 en tenien cinc o més. 80 habitatges disposaven pel capbaix d'una plaça de pàrquing. A 31 habitatges hi havia un automòbil i a 50 n'hi havia dos o més.

### Piràmide de població
La piràmide de població per edats i sexe el 2009 era:
| Homes | Edats   | Dones |
| ----- | ------- | ----- |
| 0     | 95 o +  | 0     |
| 0     | 90 a 94 | 0     |
| 4     | 85 a 89 | 0     |
| 0     | 80 a 84 | 4     |
| 8     | 75 a 79 | 8     |
| 4     | 70 a 74 | 4     |
| 4     | 65 a 69 | 8     |
| 8     | 60 a 64 | 8     |
| 8     | 55 a 59 | 0     |
| 4     | 50 a 54 | 4     |
| 4     | 45 a 49 | 8     |
| 12    | 40 a 44 | 16    |
| 8     | 35 a 39 | 4     |
| 4     | 30 a 34 | 8     |
| 8     | 25 a 29 | 0     |
| 4     | 20 a 24 | 8     |
| 0     | 15 a 19 | 16    |
| 12    | 10 a 14 | 12    |
| 0     | 5 a 9   | 4     |
| 4     | 0 a 4   | 0     |

## Economia
El 2007 la població en edat de treballar era de 140 persones, 92 eren actives i 48 eren inactives. De les 92 persones actives 87 estaven ocupades (46 homes i 41 dones) i 5 estaven aturades (1 home i 4 dones). De les 48 persones inactives 16 estaven jubilades, 15 estaven estudiant i 17 estaven classificades com a «altres inactius».

### Ingressos
El 2009 a Petit-Tenquin hi havia 81 unitats fiscals que integraven 226 persones, la mediana anual d'ingressos fiscals per persona era de 17.614 €.

### Activitats econòmiques
Dels 4 establiments que hi havia el 2007, 1 era d'una empresa de fabricació d'altres productes industrials, 2 d'empreses de construcció i 1 d'una empresa de serveis.
Dels 2 establiments de servei als particulars que hi havia el 2009, 1 era un guixaire pintor i 1 lampisteria.
L'any 2000 a Petit-Tenquin hi havia 13 explotacions agrícoles.

## Equipaments sanitaris i escolars
El 2009 hi havia una escola elemental integrada dins d'un grup escolar amb les comunes properes formant una escola dispersa.

## Poblacions més properes
El següent diagrama mostra les poblacions més properes.